# Western Bahr el Ghazal

Delstatens läge i Sydsudan.

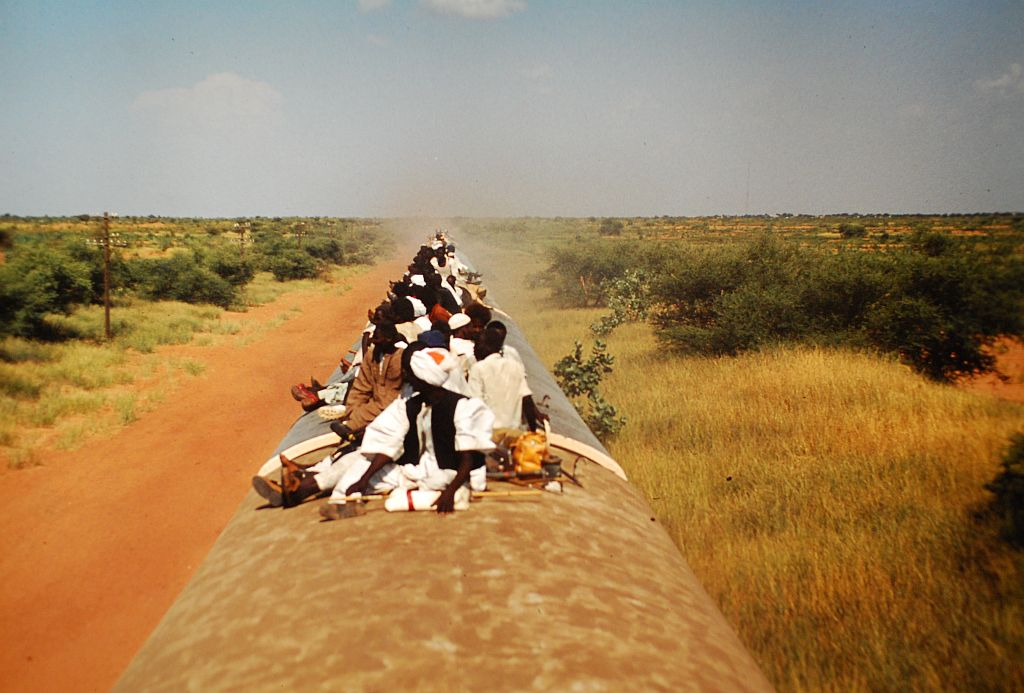
Tåg i Western Bahr el Ghazal.

Western Bahr el Ghazal (arabiska: غرب بحر الغزال, Gharb Bahr al-Ghazal) är en av Sydsudans 10 delstater. Den administrativa huvudorten är Wau. Befolkningen uppgick till 333 431 invånare vid folkräkningen 2008 på en yta av 91 076 kvadratkilometer. Detta gör den till landets till folkmängden minsta delstat. Folkräkningsresultaten från 2008 har dock ifrågasatts.

## Administrativ indelning
Delstaten är indelad i tre län (county):
- Jur River
- Raga
- Wau